# Naturschutzgebiet Aabachtal

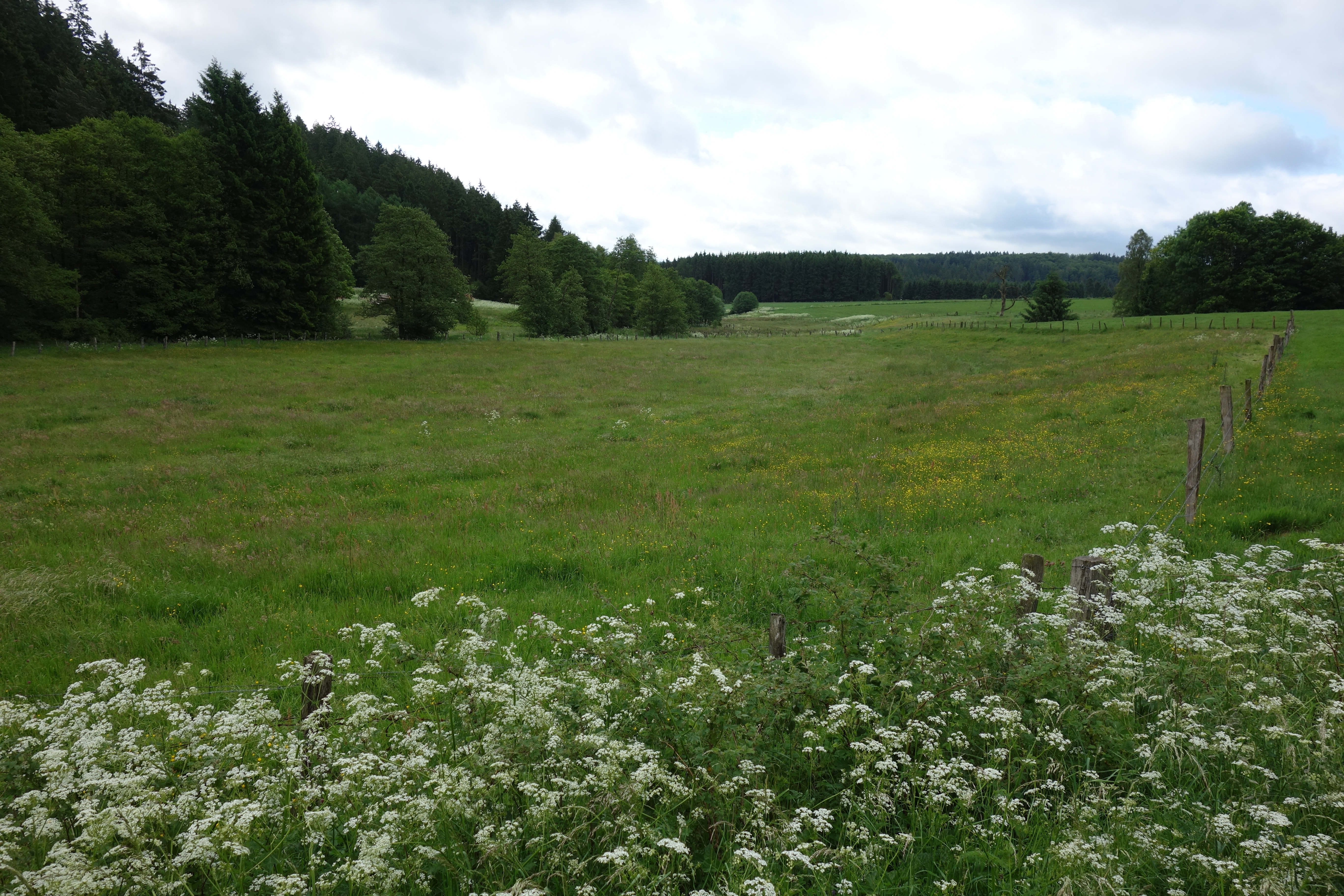
Teilbereich des NSG Aabachtal im Sommer

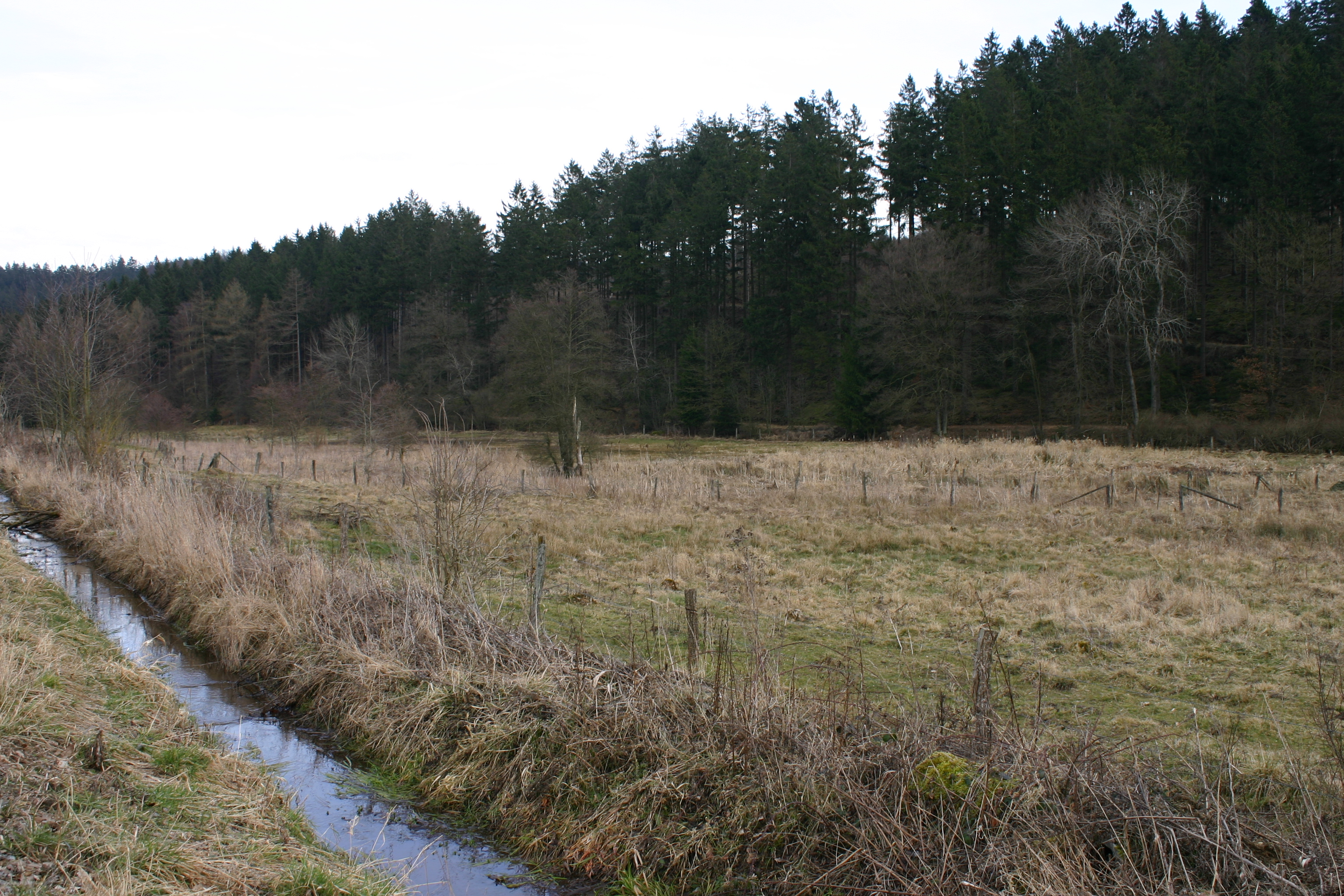
Teilbereich des NSG Aabachtal im Winter

Das Naturschutzgebiet Aabachtal mit einer Größe von 71,6 ha liegt nordöstlich von Madfeld im Stadtgebiet von Brilon. Das Gebiet wurde 2001 mit dem Landschaftsplan Hoppecketal durch den Hochsauerlandkreis als Naturschutzgebiet (NSG) ausgewiesen. Das NSG gehört teilweise zum FFH-Gebiet Waldreservat Bredelar und Stadtwald Marsberg (DE 4518-305). Das NSG gehört seit 2023 zum Vogelschutzgebiet Diemel- und Hoppecketal mit angrenzenden Wäldern. 

## Gebietsbeschreibung
Beim NSG handelt es sich um den Lauf des Aabaches ab der Kläranlage Madfeld bis zur Grenze zum Kreis Paderborn und sieben Nebenbäche. Neben den Bächen gehört die Bachaue zum NSG. Im NSG kommen seltene Tier- und Pflanzenarten vor.
Es wurden durch das Landesamt für Natur, Umwelt und Verbraucherschutz Nordrhein-Westfalen Tierarten wie Bergmolch, Elritze, Erdkröte, Grasfrosch, Groppe, Raubwürger, Rohrammer, Schwarzstorch und Wasseramsel nachgewiesen.
Es konnten Pflanzenarten wie Acker-Minze, Adlerfarn, Aufrechter Igelkolben, Bachbunge, Berg-Weidenröschen, Bitteres Schaumkraut, Bittersüßer Nachtschatten, Blutwurz, Breitblättriger Rohrkolben, Breitblättriges Knabenkraut, Busch-Windröschen, Echte Nelkenwurz, Echtes Johanniskraut, Echtes Labkraut, Echtes Mädesüß, Echtes Springkraut, Eichenfarn, Flutender Schwaden, Frauenfarn, Fuchssches Greiskraut, Gamander-Ehrenpreis, Geflecktes Johanniskraut, Geflecktes Knabenkraut, Gegenblättriges Milzkraut, Gemeiner Beinwell, Gemeiner Froschlöffel, Gemeines Brunnenmoos, Gewöhnliche Kreuzblume, Gewöhnliche Pestwurz, Gewöhnlicher Gilbweiderich, Gewöhnlicher Hohlzahn, Gewöhnlicher Wurmfarn, Gewöhnliches Hirtentäschel, Gras-Sternmiere, Großer Wiesenknopf, Großes Hexenkraut, Großes Windröschen, Grüne Teichbinse, Gundermann, Hain-Gilbweiderich, Hain-Sternmiere, Harzer Labkraut, Heidelbeere, Himbeere, Kahler Frauenmantel, Kleine Bibernelle, Kleiner Baldrian, Kleiner Dornfarn, Kleines Habichtskraut, Kohldistel, Kriechender Günsel, Kriechender Hahnenfuß, Kuckucks-Lichtnelke, Magerwiesen-Margerite, Moor-Labkraut, Punktiertes Wurzelsternmoos, Quell-Sternmiere, Quirl-Weißwurz, Ross-Minze, Salbei-Gamander, Scharfer Hahnenfuß, Schlangen-Knöterich, Schmalblättriges Wollgras, Schwimmendes Laichkraut, Sparriges Kranzmoos, Spitz-Wegerich, Spring-Schaumkraut, Sumpf-Dotterblume, Sumpf-Helmkraut, Sumpf-Labkraut, Sumpf-Pippau, Sumpf-Schachtelhalm, Sumpf-Schafgarbe, Sumpf-Veilchen, Sumpf-Vergissmeinnicht, Sumpf-Weidenröschen, Sumpf-Ziest, Tamarisken-Thujamoos, Teich-Schachtelhalm, Torfmoos, Ufer-Wolfstrapp, Wald-Ehrenpreis, Wald-Engelwurz, Wald-Schachtelhalm, Wald-Schaumkraut, Wald-Ziest, Wasser-Minze, Welliges Sternmoos, Wiesen-Glockenblume und Wiesen-Schafgarbe nachgewiesen werden.

## Schutzzweck
Das NSG soll das Talsystem des Aabaches mit Nebenbächen mit ihrem Arteninventar schützen. Wie bei allen Naturschutzgebieten in Deutschland wurde in der Schutzausweisung darauf hingewiesen, dass das Gebiet „wegen der Seltenheit, besonderen Eigenart und Schönheit des Gebietes“ zum Naturschutzgebiet wurde.
Der Landschaftsplan führt zum speziellen Schutzzweck auf: „Erhaltung und naturschutzfachliche Optimierung eines Talsystems, das einer großen Anzahl gefährdeter Tier- und Pflanzenarten als Lebensraum dient; Wiederherstellung / Optimierung insbesondere der seitlichen Zuflüsse zum Aabach durch forstliche Umarbeitung fehl bestockter Auenstandorte; Schaffung von Teilabschnitten, die einer ungestörten natürlichen Entwicklung überlassen bleiben und auf diese Weise langfristig Erkenntnisse über das tatsächliche Standortpotenzial ähnlich strukturierter Mittelgebirgstäler zulassen. Wesentlicher Schutzzweck ist auch die Sicherung des ökologischen Netzes ‚Natura 2000‘ im Sinne der FFH-RL, dem die hier wirksamen Ge- und Verbote des allgemeinen Festsetzungskataloges unter 2.1 ebenso dienen wie die unten formulierten festsetzungsspezifischen Gebote.“